# Julia Marcell

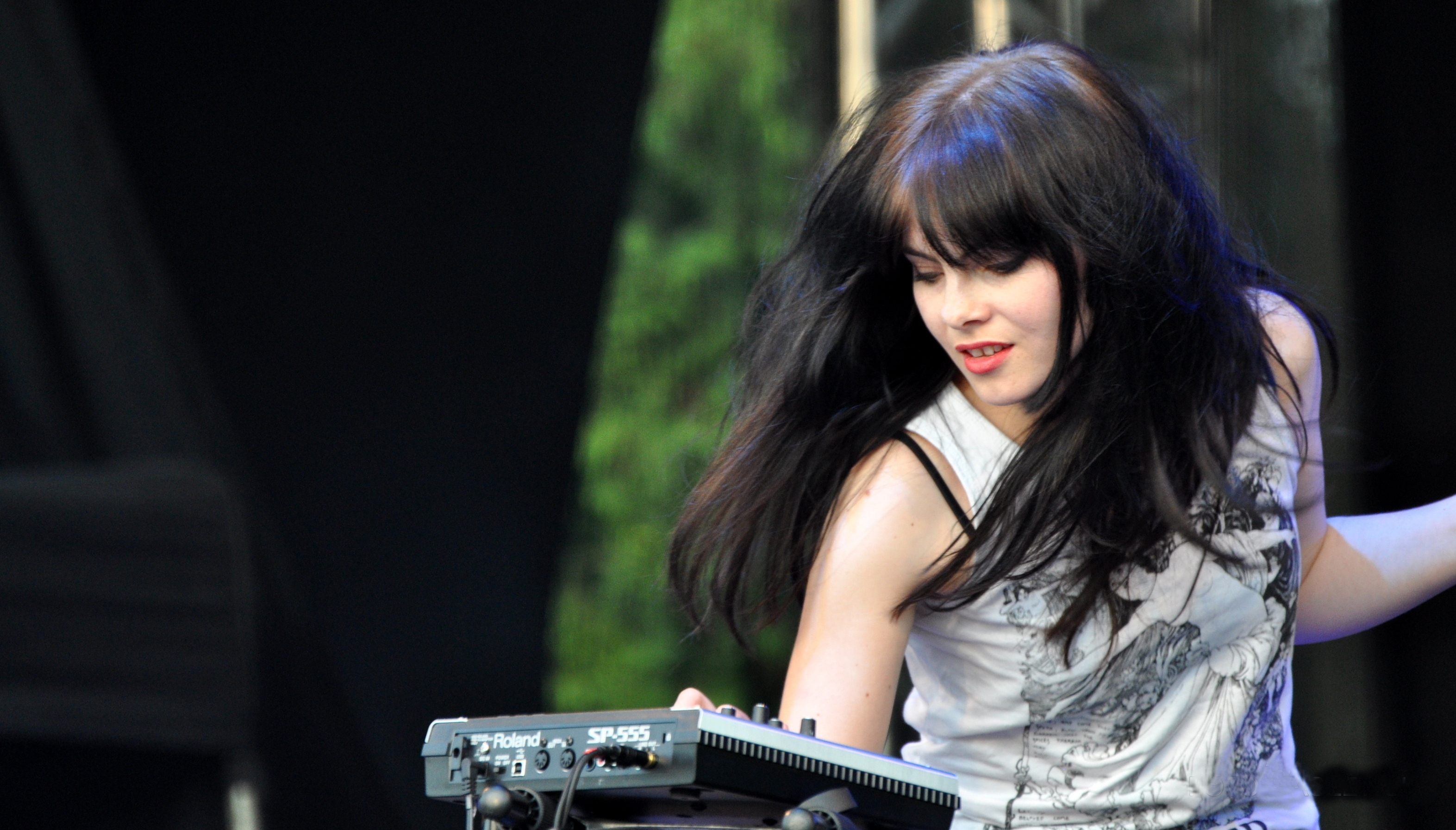
Julia Marcell, 2012

Julia Marcell, wirklicher Name Julia Górniewicz (* 20. April 1982 in Olsztyn) ist eine polnische Sängerin und Pianistin. Sie lebt in Deutschland.

## Karriere
Seit ihrem 14. Lebensjahr komponiert Julia Marcell eigene Stücke. Mehr als zehn Jahre später (2007) erlernte sie das Klavierspiel. 2007 veröffentlichte sie ihre erste EP unter dem Titel Storm. Im Oktober des Jahres sammelte sie per Crowdfunding auf SellaBand 50.000 US-Dollar, so dass sie mit den Arbeiten an ihrem Debütalbum beginnen konnte. It Might Like You wurde von Moses Schneider produziert und erschien 2009 in Deutschland. Am 12. August 2009 stellte Marcell ihr Debütalbum auf Polskie Radio 3 vor.
Auf Voltaires Album To the Bottom of the Sea sang sie 2008 im Song The Sea ein Duett mit ihm. Im selben Album coverte Voltaire ihren Song Accordeon Player.
Seit 2010 tourt sie intensiv durch Deutschland, Tschechien, Polen, Finnland, Japan und die USA. Am 30. September 2011 veröffentlichte sie ihr zweites Album June bei Haldern Pop Recordings. Vorab war am 17. August 2011 die erste Single Matrioszka ausgekoppelt worden. Zehn Tage später folgte das Musikvideo.
Mit dem am 6. Oktober 2014 veröffentlichten dritten Studioalbum Sentiments wechselte sie von der elektronischen Popmusik zur Rockmusik.
Anders als auf vorherigen Alben sind alle Stücke auf ihrem am 9. März 2016 erschienenen vierten Album Proxy in polnischer Sprache.

## Diskografie

### Alben

#### Studioalben
| Jahr | Titel             | Höchstplatzierung, Gesamtwochen, AuszeichnungChartsChartplatzierungen (Jahr, Titel, Platzierungen, Wochen, Auszeichnungen, Anmerkungen) | Anmerkungen                              |
| Jahr | Titel             | PL | Anmerkungen                              |
| ---- | ----------------- | --- | ---------------------------------------- |
| 2009 | It Might Like You | — | Erstveröffentlichung: 16. Oktober 2009   |
| 2011 | June              | PL20 (2 Wo.)PL | Erstveröffentlichung: 30. September 2011 |
| 2014 | Sentiments        | PL21 (2 Wo.)PL | Erstveröffentlichung: 6. Oktober 2014    |
| 2016 | Proxy             | PL10 (4 Wo.)PL | Erstveröffentlichung: 11. März 2016      |
| 2020 | Skull Echo        | — | Erstveröffentlichung: 27. März 2020      |

#### EPs
- 2007: Storm

### Singles
- 2011: Matrioszka
- 2012: Ctrl
- 2012: Echo